# Вулька-Окопська (Люблінське воєводство)
Вулька-Окопська (пол. Wólka Okopska) — село в Польщі, у гміні Дорогуськ Холмського повіту Люблінського воєводства. Населення — 434 особи (2011).

## Історія
За даними етнографічної експедиції 1869—1870 років під керівництвом Павла Чубинського, населення села порівну становили римо-католики та греко-католики, які розмовляли українською мовою.
У 1975—1998 роках село належало до Холмського воєводства.

## Демографія
Демографічна структура станом на 31 березня 2011 року:
|          | Загалом | Допрацездатний вік | Працездатний вік | Постпрацездатний вік |
| -------- | ------- | ------------------ | ---------------- | -------------------- |
| Чоловіки | 207     | 37                 | 143              | 27                   |
| Жінки    | 227     | 44                 | 127              | 56                   |
| Разом    | 434     | 81                 | 270              | 83                   |